# Георги Пенков (революционер)
 Тази статия е за дееца на ВМОРО и ВМРО.  За за други личности на име Георги Пенков вижте Георги Пенков.  За за други личности на име Георги Николов вижте Георги Николов.
Георги Пенков Николов с псевдоним Г. Сербезов е български революционер анархокомунист, деец на Вътрешната македоно-одринска революционна организация и Вътрешната македонска революционна организация.

## Биография
Пенков е роден на 9 март 1890 година в пиринското село Мечкул, тогава в Османската империя. Произхожда от богато семейство, а негов брат е политикът Тома Пенков. Учи в Горна Джумая. В 1903 година завършва I прогимназиален клас в София и става учител в Мечкул. Влиза във ВМОРО и се присъединява към четата на Яне Сандански като секретар и телохранител. След Младотурската революция става член на терористична група в София. Участва в банков обир. Държи дъскорезна фабрика, гатер в Предела. В 1910 година е заловен и осъден на смърт, но в 1913 година успява да избяга от затвора и се връща в Мечкул. След Първата световна война поддържа връзки с ВМРО. Подпомага Алеко Василев в 1923 година при спасяването на лидерите на Септемврийското въстание в Пиринско. През май 1924 година минава в нелегалност и участва като делегат на Серския окръжен конгрес. След убийството на Алеко Василев се самообявява за временно завеждащ Петрички окръг и обикаля с чета в Пирин. През юни 1925 година е заловен в Банско от дейци на ВМРО и е убит в Суходол.
Атанас Джолев пише за него: „Беше много начетен и умен човек, минаваше за анархист, имаше дъскорезница на водна енергия в Предел (Пирин) и там живееше със семейството си и идваше само за конференции и при нас като предварително поканен. Дискутираше по много организационни въпроси и много мъдро.“